# Giải thưởng thường niên TVB 2012
Giải thưởng thường niên TVB 2012 (tiếng Anh: TVB Awards Presentation 2012, tiếng Trung: 萬千星輝頒獎典禮2012) được tổ chức bởi TVB nhằm tôn vinh những thành tựu trong phim truyền hình TVB năm 2012. Lễ trao giải diễn ra ngày 17 tháng 12 năm 2012 tại TVB Studios ở Tseung Kwan O, Hồng Kông và được phát trực tiếp trên kênh Jade và HD Jade.

## Quán quân và đề cử

### Giải thưởng
Phim và diễn viên giành giải được viết trên cùng và in đậm; hai đến năm diễn viên (phim) dẫn đầu đề cử được xếp ở đầu danh sách và in đậm.
| Phim hay nhất | Phim hay nhất |
| --- | --- |
| - Tình không lối thoát (When Heaven Burns) - Sứ mệnh 36 giờ (The Hippocratic Crush) - Đại thái giám (The Confidant) - Lang quân như ý (Bottled Passion) - Hoán đổi thân phận (Wish and Switch) - Ước mơ xa vời (L'Escargot) - Tứ giác tình yêu (Let It Be Love) - Đông cung tây lược (Queens of Diamonds and Hearts) - Người cha tuyệt hảo (Daddy Good Deeds) - Tranh quyền đoạt vị (The Greatness of a Hero) - Quyền vương (Gloves Come Off) - Diệu vũ Trường An (House of Harmony and Vengeance) | - Mái ấm gia đình (Come Home Love) - Tâm chiến (Master of Play) - Con đường mưu sinh (No Good Either Way) - Phi hổ (Tiger Cubs) - Bảo vệ nhân chứng (Witness Insecurity) - Hồi đáo Tam Quốc (Three Kingdoms RPG) - Tòa án lương tâm 2 (Ghetto Justice II) - Thời thế tạo vương (King Maker) - Cuộc chiến của siêu sao (Divas in Distress) - Nấc thang tình yêu (The Last Steep Ascent) - Ranh giới thiện ác (Highs and Lows) - Danh viện vọng tộc (Silver Spoon, Sterling Shackles) |
| Nam diễn viên chính xuất sắc nhất | Nữ diễn viên chính xuất sắc nhất |
| - Lê Diệu Tường – Đại thái giám (The Confidant) vai Lý Liên Anh - Mã Quốc Minh – Sứ mệnh 36 giờ (The Hippocratic Crush) vai Trương Nhất Kiện - Trần Hào – Nấc thang tình yêu (The Last Steep Ascent) vai Miêu Thiên - Lâm Phong – Ranh giới thiện ác (Highs and Lows) vai Ấu Trĩ Hoàn - Lưu Tùng Nhân – Danh viện vọng tộc (Silver Spoon, Sterling Shackles) vai Chung Trác Vạn - Quách Tấn An – Đông cung tây lược (Queens of Diamonds and Hearts) vai Tề Tuyên Vương - Trịnh Gia Dĩnh – Quyền vương (Gloves Come Off) vai Đường Thập Nhất - Hoàng Hạo Nhiên – Quyền vương (Gloves Come Off) vai Tất Gia Thành - Mã Đức Chung – Phi hổ (Tiger Cubs) vai Triển Hãn Thao - Hoàng Tông Trạch – Bảo vệ nhân chứng (Witness Insecurity) vai Hứa Vĩ Sâm | - Dương Di – Danh viện vọng tộc (Silver Spoon, Sterling Shackles) vai Khang Tử Quân - Xa Thi Mạn – Tình không lối thoát (When Heaven Burns) vai Diệp Tử Ân - Chung Gia Hân – Bảo vệ nhân chứng (Witness Insecurity) vai Kiều Tử Lâm - Từ Tử San – Ranh giới thiện ác (Highs and Lows) vai Trần Gia Bích - Mễ Tuyết – Đại thái giám (The Confidant) vai Từ Hi Thái hậu - Chu Lệ Kỳ – Lang quân như ý (Bottled Passion) vai Từ Tâm - Trần Pháp Lạp – Đông cung tây lược (Queens of Diamonds and Hearts) vai Khuyết Hãm Mĩ - Hồ Hạnh Nhi – Tòa án lương tâm 2 (Ghetto Justice II) vai Vương Tư Khổ - Uông Minh Thuyên – Cuộc chiến của siêu sao (Divas in Distress) vai Thương Ánh Hồng - Trần Nhân Mỹ – Nấc thang tình yêu (The Last Steep Ascent) vai Điền Ái Đễ |
| Nam diễn viên phụ xuất sắc nhất | Nữ diễn viên phụ xuất sắc nhất |
| - Koo Ming-wah – Cuộc chiến của siêu sao (Divas in Distress) vai Tô Cơ - Trần Quốc Bang – Đại thái giám (The Confidant) vai Bành Tam Thuận - La Trọng Khiêm – Sứ mệnh 36 giờ (The Hippocratic Crush) vai Dương Phái Thông - Tiêu Chính Nam – Người cha tuyệt hảo (Daddy Good Deeds) vai Diệp Quý - Hoàng Đức Bân – Nấc thang tình yêu (The Last Steep Ascent) vai Trịnh Kiều - Vincent Wong – Danh viện vọng tộc (Silver Spoon, Sterling Shackles) vai Chung Khải Diệp - Nhạc Hoa – Đại thái giám (The Confidant) vai Trần Phúc | - Hồ Định Hân – Quyền vương (Gloves Come Off) vai Đinh Ân Từ - Rachel Kan – Tâm chiến (Master of Play) vai Chương Thế Ngôn - Hàn Mã Lợi – Hồi đáo Tam Quốc (Three Kingdoms RPG) vai Thái Phu Nhân - Cẩu Vân Tuệ – Tòa án lương tâm 2 (Ghetto Justice II) vai Cảnh Linh Lị - Sầm Lệ Hương – Cuộc chiến của siêu sao (Divas in Distress) vai Hương Nãi Hinh - Helena Law – Nấc thang tình yêu (The Last Steep Ascent) vai Lương Mĩ Quyên - Giang Mỹ Nghi – Danh viện vọng tộc (Silver Spoon, Sterling Shackles) vai Dịch Ý Phương - Trần Nhân Mỹ – Đại thái giám (The Confidant) vai công chúa Hòa Thạc |
| Nam nhân vật được yêu thích nhất | Nữ nhân vật được yêu thích nhất |
| - Mã Quốc Minh – Sứ mệnh 36 giờ (The Hippocratic Crush) vai Trương Nhất Kiện - Trịnh Gia Dĩnh – Tòa án lương tâm 2 (Ghetto Justice II) vai La Lực Á - Trần Hào – Nấc thang tình yêu (The Last Steep Ascent) vai Miêu Thiên - Miêu Kiều Vỹ – Ranh giới thiện ác (Highs and Lows) vai Hướng Vinh - Lâm Phong – Ranh giới thiện ác (Highs and Lows) vai Ấu Trĩ Hoàn - Lưu Tùng Nhân – Danh viện vọng tộc (Silver Spoon, Sterling Shackles) vai Chung Trác Vạn - Lê Diệu Tường – Đại thái giám (The Confidant) vai Lý Liên Anh | - Từ Tử San – Ranh giới thiện ác (Highs and Lows) vai Trần Gia Bích - Xa Thi Mạn – Tình không lối thoát (When Heaven Burns) vai Diệp Tử Ân - Chu Lệ Kỳ – Lang quân như ý (Bottled Passion) vai Từ Tâm - Dương Di – Sứ mệnh 36 giờ (The Hippocratic Crush) vai Phạm Tử Dư - và Danh viện vọng tộc (Silver Spoon, Sterling Shackles) vai Khang Tử Quân - Trần Pháp Lạp – Đông cung tây lược (Queens of Diamonds and Hearts) vai Khuyết Hãm Mĩ - Hồ Hạnh Nhi – Tòa án lương tâm 2 (Ghetto Justice II) vai Vương Tư Khổ - Sầm Lệ Hương – Cuộc chiến của siêu sao (Divas in Distress) vai Hương Nãi Hinh - Mễ Tuyết – Đại thái giám (The Confidant) vai Từ Hi Thái hậu                                                                                               |
| Nữ diễn viên tiến bộ nhất | Nam diễn viên tiến bộ nhất |
| - Lương Liệt Duy – Ước mơ xa vời (L'Escargot), Đông cung tây lược (Queens of Diamonds and Hearts), Diệu vũ Trường An (House of Harmony and Vengeance), Phi hổ (Tiger Cubs), Đại thái giám (The Confidant), Big Boys Club - Vincent Wong – Hoán đổi thân phận (Wish and Switch), Phi hổ (Tiger Cubs), Danh viện vọng tộc (Silver Spoon, Sterling Shackles) - King Kong – Tứ giác tình yêu (Let It Be Love), Thời thế tạo vương (King Maker), Tòa án lương tâm 2 (Ghetto Justice II), Jade Solid Gold, Battle of the Senses, TV Funny, Neighborhood Gourmet 2 - Tiêu Chính Nam – Người cha tuyệt hảo (Daddy Good Deeds), Quyền vương (Gloves Come Off), Nấc thang tình yêu (The Last Steep Ascent), Đại thái giám (The Confidant), TV Funny - La Trọng Khiêm – Ước mơ xa vời (L'Escargot), Sứ mệnh 36 giờ (The Hippocratic Crush), Phi hổ (Tiger Cubs), Cuộc chiến của siêu sao (Divas in Distress) | - Hoàng Trí Văn – L'Escarot, Sứ mệnh 36 giờ (The Hippocratic Crush), Phi hổ (Tiger Cubs), Cuộc chiến của siêu sao (Divas in Distress) - Sầm Lệ Hương – Tòa án lương tâm 2 (Ghetto Justice II), Cuộc chiến của siêu sao (Divas in Distress), The Amur River - Cẩu Vân Tuệ – Tòa án lương tâm 2 (Ghetto Justice II), Phi hổ (Tiger Cubs) - Nhạc Đồng – Hồi đáo Tam Quốc (Three Kingdoms RPG), Người cha tuyệt hảo (Daddy Good Deeds), Bảo vệ nhân chứng (Witness Insecurity) - Cung Gia Hân – Lang quân như ý (Bottled Passion), Quyền vương (Gloves Come Off), Con đường mưu sinh (No Good Either Way), Nấc thang tình yêu (The Last Steep Ascent), Living Up |
| Best Host | Best Variety Show |
| - Luisa Maria Leitão – Telling Maria - Grasshopper – All Star World Exam - Thích Mỹ Trân – Tasting Life - Tiết Gia Yến, Nguyễn Triệu Tường – Let's Play with Our Food - Nguyễn Triệu Tường, Lý Tư Tiệp, Vương Tổ Lam – Games Gods Play | - Map of Happiness - All Star World Exam - Let's Play with Our Food - Telling Maria - Games Gods Play |
| Best Informative Programme | Outstanding Artist Award |
| - Pilgrimage of Hope - Bride Wannabes - Number Matters - Homecoming - Tasting Life | - Tiền Gia Lạc - Hứa Thiệu Hùng - Trần Cẩm Hồng - Henry Lee - Trịnh Du Linh |
| Thành tựu trọn đời | |
| Uông Minh Thuyên | |